# Zoufftgen
Zoufftgen (deutsch Suftgen, lothringisch Suftge, luxemburgisch Suuftgen) ist eine französische Gemeinde mit 1.271 Einwohnern (Stand 1. Januar 2022) im Département Moselle in der Region Grand Est (bis 2015 Lothringen). Sie gehört zum Arrondissement Thionville.

## Geografie
Zoufftgen liegt etwa elf Kilometer nördlich von Thionville an der Grenze zu Luxemburg auf einer Höhe zwischen 200 und 395 m über dem Meeresspiegel. Das Gebiet der Gemeinde umfasst 16,7 km². Umgeben wird Zoufftgen von den Nachbargemeinden Frisingen im Norden, Hagen und Basse-Rentgen im Nordosten, Roussy-le-Village im Osten, Hettange-Grande im Südosten, Kanfen und Volmerange-les-Mines im Südwesten sowie Dudelange im Westen.

## Geschichte
Der Ort gehört seit 1769, mit einer Unterbrechung von 1871 bis 1918 (Reichsland Elsaß-Lothringen), zu Frankreich und ist von größeren Waldgebieten umgeben.

### Bevölkerungsentwicklung
| Jahr      | 1962 | 1968 | 1975 | 1982 | 1990 | 1999 | 2007 | 2019 |
| Einwohner | 470  | 455  | 490  | 664  | 597  | 608  | 676  | 1245 |

## Kultur und Sehenswürdigkeiten

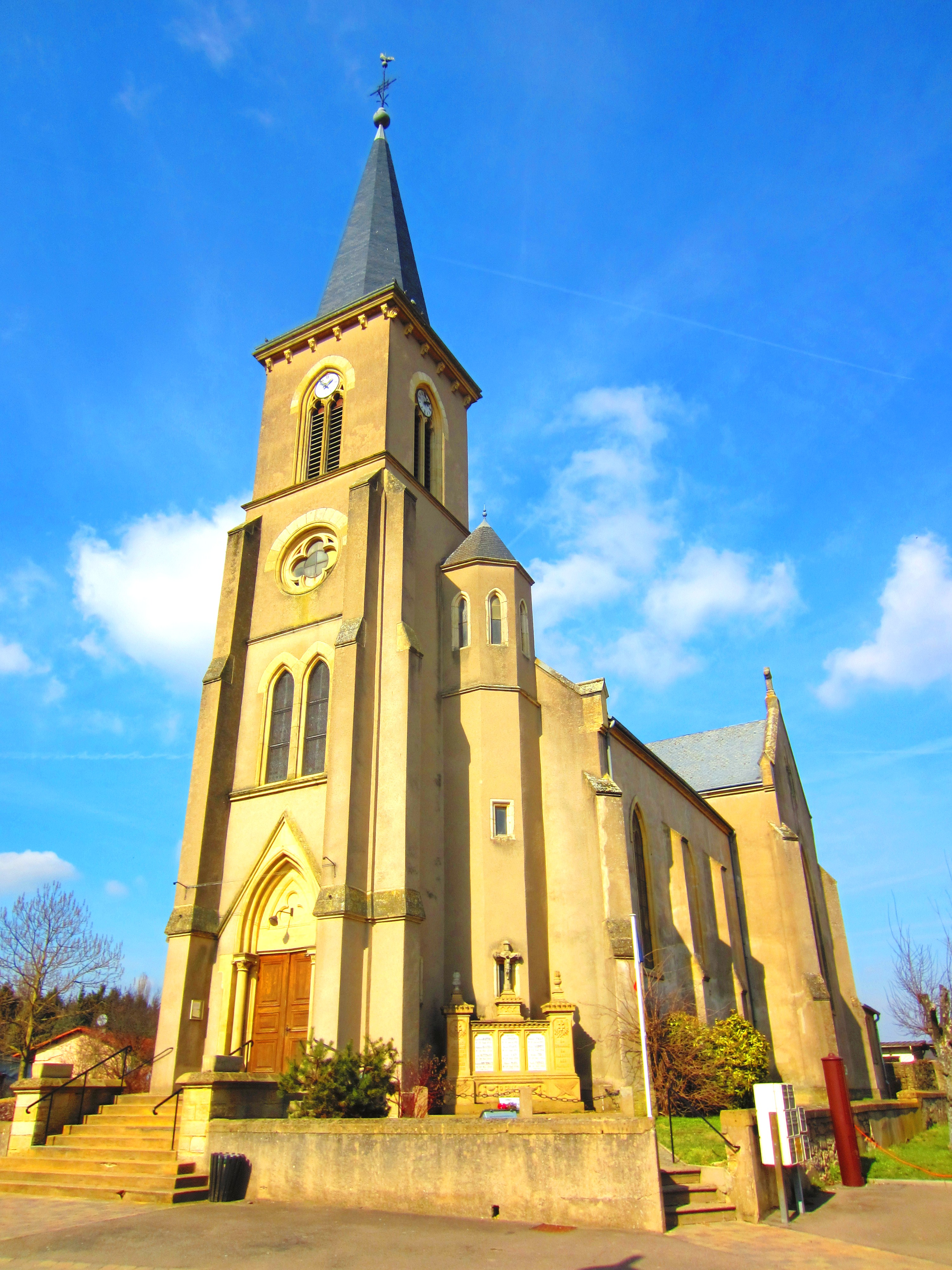
Kirche Saint-Rémi

## Wirtschaft und Infrastruktur

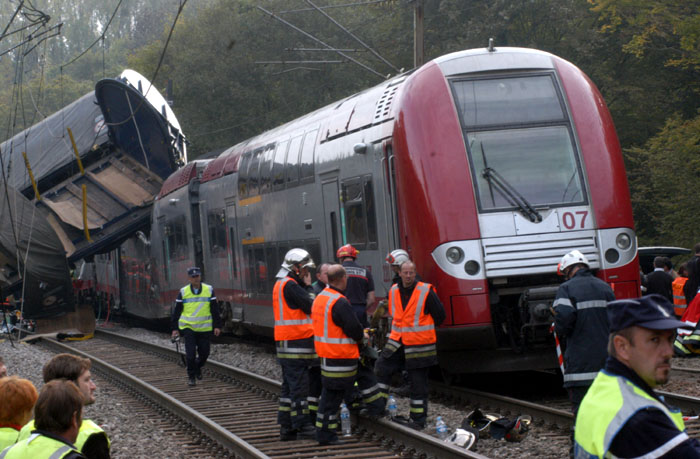
Zugunglück 006

Zoufftgen liegt unmittelbar an der E 25, die nächste Autobahnauffahrt befindet sich in Kanfen. Am Ort vorbei verläuft die Bahnlinie von Thionville nach Luxemburg der SNCF. Am 11. Oktober 2006 kollidierten in Zoufftgen zwei Züge der SNCF und CFL, wobei sechs Personen starben und 20 weitere verletzt wurden: siehe Eisenbahnunfall von Zoufftgen.